# Congleton (circonscription britannique)
Pour la ville, voir Congleton.
Circonscription parlementaire de la Chambre des communes
Congleton est une circonscription électorale anglaise située dans le Cheshire et représentée à la Chambre des communes du Parlement britannique par Sarah Russell.

## Géographie
La circonscription comprend les villes d'Alsager, Congleton, Holmes Chapel et Sandbach et s'étend principalement sur des zones rurales du sud-est du Cheshire avec les villages de Church Lawton, Cranage, Goostrey, Hassall, Swettenham, Twemlow et Warmingham.

## Histoire
La circonscription est créée pour les élections législatives de 1983 puis est modifiée en 1997, 2010, 2019 et 2024.